# 凤岐里
凤岐里，位于中国广东省潮州市潮安区凤凰镇福南村，为潮州市潮安区文物保护单位，类型为古建筑，公布时间为2006年4月。
凤岐里的历史年代为清代。